# Mourvilles-Basses
Mourvilles-Basses (em occitano:  Morvilas Bassas) é uma comuna francesa na região administrativa da Occitânia, no departamento do Alto Garona. Estende-se por uma área de 4.58 km², com 77 habitantes, segundo o censo de 2018, com uma densidade de 17 hab/km².